# Föreningen Människovärde
Föreningen Människovärde är en svensk intresseförening som bland annat arbetar mot fri abort. Den vilar, enligt stadgarna, på en kristen värdegrund och verkar också för att förhindra aktiv dödshjälp som alternativ i vården, förhindra surrogatmödraskap och att införa samvetsfrihet. Den bildades hösten 2017 som en sammanslagning mellan föreningen Ja till livet och stiftelsen Provita.
De verkar för en attitydförändring, så att foster ska ses som egna individer och omtalas som "ofödda barn", och menar att abort framstår som enda utvägen vid oönskad gravitditet. De arbetar för att bevara de svenska förbuden mot dödshjälp och all form av surrogatmödraskap. De verkar därför för en god pallativ vård. Surrogatmödraskapet menar de medför en exploatering av kvinnor och gör barn till beställningsbara handelsvaror och objekt.
Båda grundarorganisatioerna, Ja till livet och stiftelsen Provita, var organisationer som arbetade mot fri abort. Bland annat grundade stiftelsen Provita jourtelefonen Livlinan som ville personligen övertyga kvinnor att undvika abort, senare bistod de barnmorskan Ellinor Grimmark som sökte samvetsfrihet från att hjälpa till vid aborter. Båda föreningarna samarbetade och hade breddat lobbyverksamheten redan innan sammanslagningen. Sedan november 2021 har föreningen ingått ett partnerskap med den amerikanska prolife-organisationen Heartbeat International.
Stiftelsen Provita var huvudman till nättidningen Liv & Rätt som fortsätter att publiceras med Föreningen Människovärde som huvudman.

## Ordförande
- Monica Severin, 2017–2020[10]
- Johanna Byman, 2020–[11]